# Correr los toros
Correr los toros es la suerte en la que el diestro o su peón de confianza, empleando un engaño o a cuerpo limpio, corre delante de un toro provocando que este le siga voluntariamente con el fin de cambiarlo de terreno desplazándolo a otra zona de la plaza de toros. De esta forma pueden observarse las características del toro a la hora de embestir o acometer.
El término correr los toros se emplea tanto en el toreo a pie como en el toreo a caballo guardando el mismo significado.

## Definición de la RAE
El término correr es acuñado por la Real Academia Española como sinónimo de lidiar del latín luchar, verbo transitivo, cuyo significado es «burlar al toro esquivando sus acometidas según las reglas de la tauromaquia hasta darle muerte».

## Definición Especializada
El Cossio  define Correr los Toros como una suerte de capa sin pasar el toro. Está considerado como el procedimiento más antiguo para burlar al toro. Se trata de un ardid de lidia en el que se produce un cambio total en los terrenos que ocupa el toro en el ruedo. Francisco Montes "Paquiro" denomina correr los toros o trastear a todas aquellas suertes que se hacen con los capotillos con la intención de mudar de sitio o distraer al toro. Diferenciando estas de las denominadas suertes de capa en las que sí pasa el toro como son la Verónica, la Navarra, la Tijerilla o Chatre, el Farol etc. Existen otros procedimientos dentro del correr los toros, como los recortes y galleos considerados estos ardides híbridos más cercanos al lance por delante que a las suertes de pasar el toro.
Los toros pueden hacerse correr a favor de un engaño o bien sin este, es decir a cuerpo limpio, este último es menos frecuente por el riesgo que conlleva.
La suerte se realiza con el capote a una mano o bien a dos manos. El diestro se coloca en línea más o menos quebrada delante del toro con la intención de cambiarlo de terreno o posición en la plaza, para ello maneja el capote a un lado y otro, caminando de espaldas incita al toro a seguirle de forma voluntaria meciendo el engaño. Si la suerte se realiza a cuerpo limpio , será el torero quien  vaya marcando la dirección que quiere que siga el toro.
Juan Corrales Mateo en su obra Los Toros españoles y tauromaquia completa (1856) indica la importancia de saber ejecutar la suerte de correr el toro: «el lidiador deberá conocer las piernas que tiene este y si está o no querenciado y la condición a la que pertenece el bicho», poniendo de manifiesto el gran riesgo que entraña la suerte.
La forma más frecuente de correr los toros se conoce con el nombre de abanicar el toro.

## Otras acepciones
Nieto Manjón define «correr los toros» como el equivalente a lidiarlos.  Siendo este término de correr los toros la forma más antigua conocida de denominar la lidia.
Otra función de correr los toros es la de observar  la forma en la que se manifiesta o se produce el toro con el fin de descubrir cuales son sus características a la hora de acometer o embestir. Esta labor la ejecuta el peón de confianza del matador a la salida del toro a la plaza, habitualmente es un banderillero de la cuadrilla. En la actualidad está en desuso.
La expresión «correr los toros» también de emplea para denominar a los encierros en los que los mozos corren delante de los toros hasta llevarlos a la plaza de toros. En la actualidad se emplea más el término encierro.
En otros países como en Costa Rica se corren toros de forma diferente a como se realiza en una corrida de toros, donde los participantes son mozos que se profesionalizan acudiendo a diferentes plazas en lugar de ser toreros profesionales como se conocen en España, Francia, Portugal, o América. Las Fiestas de Zapote o Toros a la Tica, es un festejo tradicional costarricense en la que los mozos en vaqueros y zapatillas se convierten en populares toreros improvisados, que a ritmo de la cumbia criolla o de otro tipo de música, azuzan al toro corriendo junto a él retándolo de diferentes formas. En los toros a la tica no se le da muerte al toro, y es un evento seguido con interés en todo el país, generando importantes audiencias televisivas así como contratos de los mozos.